# Казахско-ногайские отношения
Казахско-ногайские отношения — связи между Казахским ханством и Ногайской Ордой в XV—XVI веках.

## XV век
В период образования Ногайской Орды отношения между ногайским князем Едиге и основателем династии казахских ханов Урус-ханом и их потомками Мансуром и Бараком складывались противоречиво. Во 2-й половине 15 в. Казахско-ногайские отношения перерастают в военно-политический союз против потомков Абулхайр-хана. Казахские ханы Керей и Жанибек в союзе с ногайскими беками Аббасом, Мусой и Ямгурчи воевали против Шайх-Хайдара, преемника Абулхайр-хана. Муса, перейдя на сторону Мухаммада Шайбан, внука Абулхайра, вызвал первое казахско-ногайское противостояние.
В середине 70-х гг. XV в. казахский хан Бурындык разбил ногайцев. Часть ногайцев во главе с Хамза-беком продолжала совместную борьбу с казахами против Мухаммада Шайбани. Территориальные противоречия казахов и ногайцев, перемирие казахов с узбеками вновь обострили их отношения на рубеже 15—16 вв., в результате ногайцы потерпели несколько поражений от Бурындыка и Касыма. В начале 16 в. Бурындык перенес свою ставку в Сарайчик на Жайык, прежнюю столицу Ногайской Орды.

## XVI век
Влияние казахских ханов доходит до левобережья Волги. Касым (1511—1521) для укрепления своих позиций в степях Восточного Дашт-и Кыпчака умело использовал противоречия между Крымом и ногайцами, ногайскими мурзами и Астраханью. Ногайский мурза Шигым, проводивший активную внешнюю политику, вступал в военные столкновения с казахами. В 1519 году Касым вытеснил несколько ногайских мурз на запад за Волгу, чем поставил Ногайскую Орду в трудное положение. В 1519—1520 Шигым потерпел поражение от Касыма.
Гегемония Казахского ханства в степях Дашт-и Кыпчака, хотя и длилась недолго, но оставила значительный след в истории. Она повлияла на хозяйственные, торгово-экономические связи Казахского и Ногайского государств, культурные отношения родов, этнические процессы. Начавшиеся после смерти Касыма в Казахском ханстве междоусобицы стали важным фактором объединения ногайских сил.
Ногайская Орда, сохранив самостоятельность, в 1524—1525 пыталась вернуть Волго-Жайыкское междуречье, отошедшее к Казахскому государству. Казахский Тахир-хан испытывал затруднения из-за противодействия ногайских мурз. В 1525—1526 ногайские мурзы организовали крупные походы на казахов и одержали решающие победы над ними, в результате которых спорные земли перешли к ногайцам. Ногайский мурза Шидяк как старший владел Сарайчиком и междуречьем Нижней Волги и Жайыка, Кучум — территорией между реками Жайык, Волга и Кама.
30-е гг. являлся временем активного противоборства ногайских правителей и казахских ханов. Казахские правители теряли контроль над западными улусами, где утверждалась власть Ногайской Орды. Отдельные улусы, ханы и султаны находили убежище у ногайских властителей. Сын Касыма Хак-Назар (Ак Назар) во времена Тахира и Буйдаш-хана, по преданию, жил какое-то время у одного из ногайских мурз.
Раздоры между казахскими улусами не только влекли за собой территориальные уступки Ногайской Орде, но и порождали другие внешненолитические трудности, что прямо влияло на ход казахско-ногайского политического соперничества. В 1534—1536 Казахское ханство ещё представляло для ногайских властителей, расширивших восточные пределы своих земель до Жема, грозную наступательную силу. Для успешной войны ногайцы заключили антиказахский союз с правителями Ташкента, Бухары и Ургенча и нанесли удар против казахов. Казахские правители, имевшие улусы на западе, оказались в зависимости от ногайских мурз, поэтому принимали участие в некоторых внешнеполитических акциях Ногайской Орды.
К исходу 1-й половины XVI века Казахское ханство по-прежнему не могло воспрепятствовать власти Ногайской Орды на территории современного Западного Казахстана. Мирные отношения Ногайской Орды с Казахским ханством, существовавшие в 40-х годах XVI века, сохранялись при ногайском князе Юсуфе (1549—1554), так как он в связи с вмешательством Казани, а затем — борьбой с Исмаилом был крайне заинтересован в спокойствии восточных пределов страны.
В начале 50-х годах в Казахском ханстве шёл процесс восстановления разрушенной системы государственной власти, упрочения казахских улусов, возрастала тяга к объединению. В этих условиях пришедший к власти Хак-Назар-хан (Ак Назар) в середине 50-х годов предпринял ряд мер по возвращению западных кочевий. Это вновь обострило отношения двух государств. Немаловажную роль в осложнении отношений между Ногайской Ордой и Казахским ханством играла их позиция к Сибирскому хану Кучуму, который находился в дружественных отношениях с Бухарой, а с ногайскими правителями установил династические связи.
Распространение власти Хакназар-хана на территорию современного Северного и Северо-Западного Казахстана натолкнулось на противодействие не только Сибирского ханства, но и Ногайской Орды. К концу 60-х гг. основным направлением внешней политики Казахского ханства стал запад, где противоречие между Казахским ханством и Ногайской Ордой — соперничество за обладание западно-казахстанскими землями — вновь выдвинулось на первый план. Казахское ханство предприняло крупный поход на Ногайскую Орду силами трех правителей — Хакназар-хана, Шыгай-султана, Жалым-султана. Ставилась задача ликвидации господства ногайских властителей на территории Западного Казахстана, расширения казахских кочевий до Жайыка. После гибели Хакназар-хана Казахское ханство охватили междоусобицы. Этим воспользовались ногайцы, неоднократно вторгавшиеся в казахские степи.

## XVII век
В XVII веке на территории междуречья Волги и Урала переселяются калмыки, став буферной зоной между казахами и ногайцами. В этих условиях острота противоречий между Казахским ханством и Ногайской Ордой исчезает.